# Biópsia excisional
A biópsia excisional consiste em uma intervenção cirúrgica para fazer a remoção total de um tumor e da área circundante para diagnósticos. Utiliza - se na retirada de pequenas lesões. 